# Durium ulugurensis
Durium ulugurensis är en insektsart som beskrevs av Synave 1960. Durium ulugurensis ingår i släktet Durium och familjen Tropiduchidae. Inga underarter finns listade i Catalogue of Life.